# 2018년 선거 목록

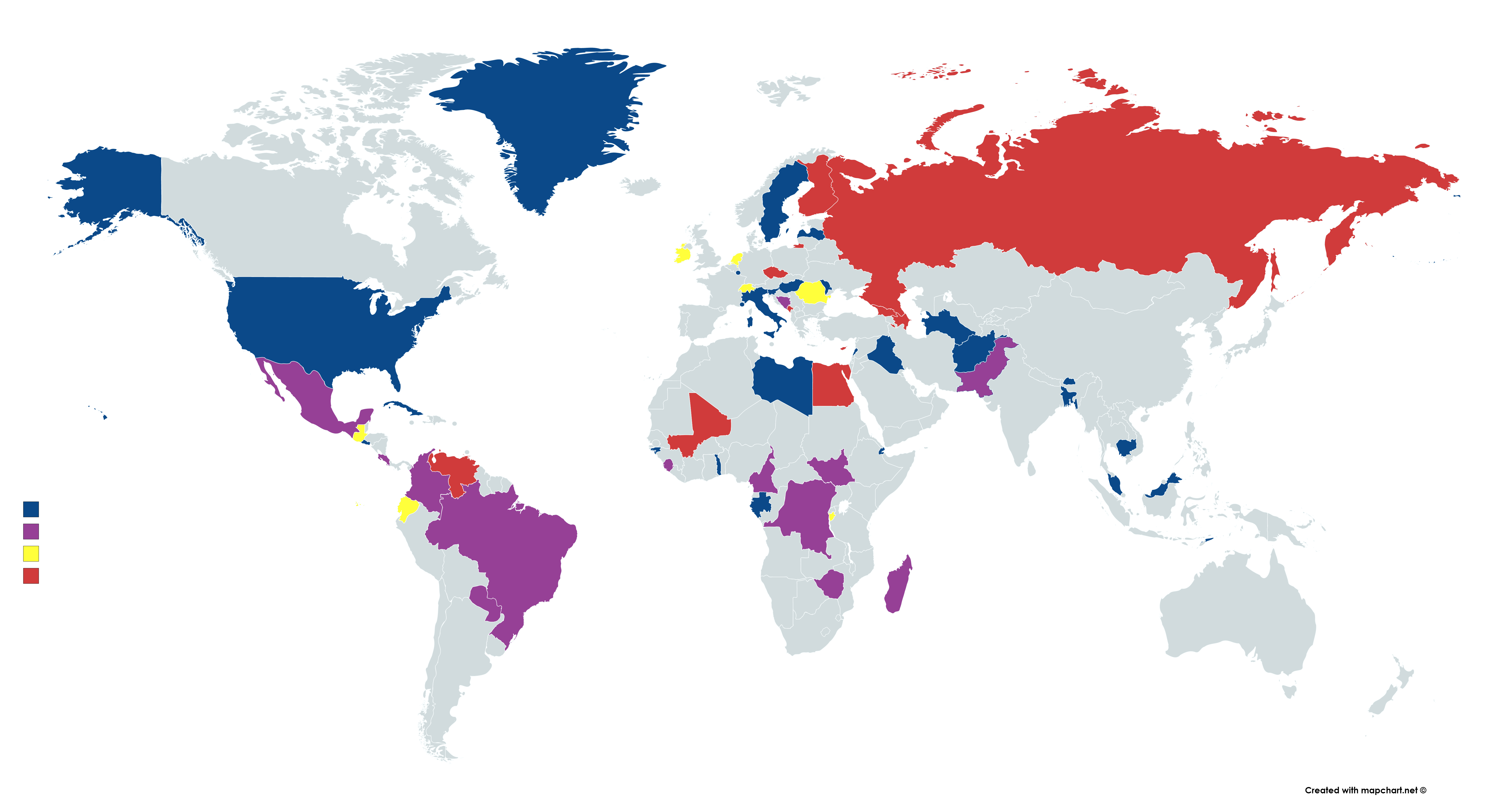
2018년에 선거를 치르는 국가들을 표시한 지도

다음은 2018년에 시행된 세계 각국의 대통령 선거 및 의회 총선거, 국민투표를 날짜별로 나열한 목록이다.

## 일정

### 1월
- 1월 12–13일: 체코 대통령 선거 (1차)
- 1월 28일: 키프로스 대통령 선거, 핀란드 대통령 (1차)

### 2월
- 2월 4일: 코스타리카 대통령 선거 (1차)와 국회의원 선거
- 아르메니아 대통령 선거
- 바베이도스 국회의원 선거
- 지부티 국회의원 선거
- 모나코 국회의원 선거

### 3월
- 3월 4일: 엘살바도르 국회의원 선거,[1] 이탈리아 국회의원 선거
- 3월 5일: 파키스탄 상원의원 선거
- 3월 7일: 시에라리온 대통령 선거와 국회의원 선거
- 3월 18일: 러시아 대통령 선거
- 3월 21일: 네덜란드 국민투표

### 4월
- 4월 15일: 과테말라 국민투표
- 4월 22일: 파라과이 대통령 선거와 국회의원 선거[2]
- 부탄 국가회의 선거
- 피지 국회의원 선거

### 5월
- 5월 6일: 레바논 국회의원 선거[3]
- 5월 12일: 동티모르 국회의원 선거
- 이라크 국회의원 선거
- 5월 24일: 바베이도스 국회의원 선거
- 5월 27일: 콜롬비아 대통령 선거
- 부탄 국회의원 선거

### 6월
- 6월 3일: 슬로베니아 국회의원 선거
- 6월 13일: 대한민국 지방 선거
- 6월 24일: 터키 대통령 선거, 국회의원 선거

### 7월
- 7월 1일: 멕시코 대통령 선거와 국회의원 선거
- 7월 7일: 아프가니스탄 국회의원 선거
- 7월 15일: 파키스탄 국회의원 선거
- 7월 29일: 캄보디아 국회의원 선거

### 9월
- 9월 9일: 스웨덴 국회의원 선거
- 9월 23일: 몰디브 대통령 선거
- 카메룬 국회의원 선거

### 10월
- 10월 7일 : 보스니아 헤르체고비나 대통령 선거와 국회의원 선거, 브라질 대통령 선거 (1차)와 국회의원 선거
- 10월 17일: 아제르바이잔 대통령 선거
- 10월 28일: 브라질 대통령 선거(결선 투표)
- 카메룬 대통령 선거
- 조지아 대통령 선거
- 베네수엘라 대통령 선거

### 11월
- 11월 6일 : 괌 주지사 선거, 미국 하원의원 선거와 상원의원 선거
- 몰도바 국회의원 선거
- 태국 국회의원 선거[4]

### 12월
- 12월 23일: 리비아 국회의원 선거
- 12월 23일: 콩고민주공화국 대통령 선거와 국회의원 선거[5]
- 토고 국회의원 선거[6]